# Semyon Alesker

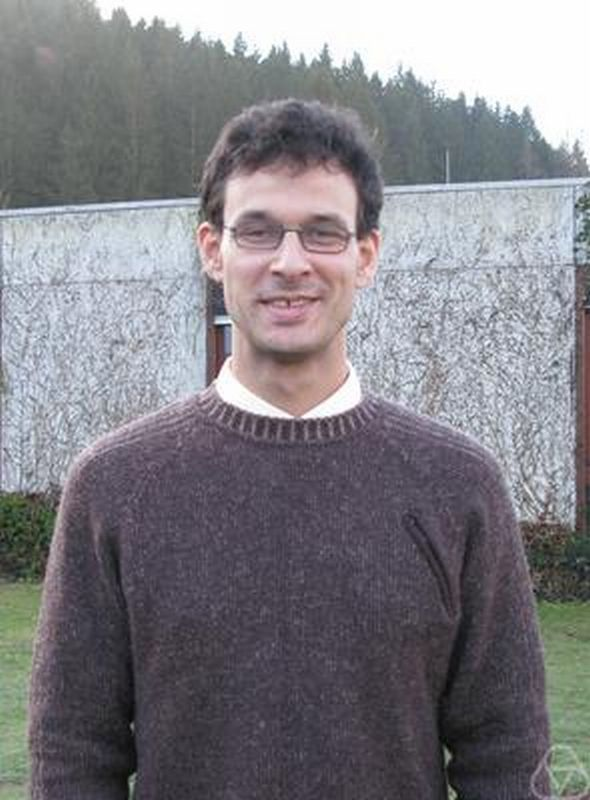
Semyon Alesker, Oberwolfach 2010

Semyon Alesker (hebräisch סמיון אלסקר; * 1972) ist ein israelischer Mathematiker, der fundamentale Beiträge auf dem Gebiet der konvexen Geometrie und Integralgeometrie lieferte.
Alesker promovierte 1999 bei Vitali Milman an der Universität Tel Aviv und ist jetzt Professor an dieser Hochschule.
Alesker befasste sich insbesondere mit Bewertungen konvexer Mengen, das heißt auf diesen definierten additiven Funktionalen, die Maße verallgemeinern. Die Wurzeln der Theorie liegen in den Versuchen (seit Max Dehn) der Lösung des 3. Hilbertproblems zur Zerlegungsgleichheit von Polyedern. Er erweiterte die Theorie von Hugo Hadwiger (1957) zur Charakterisierung intrinsischer Volumina (stetige unter starren Bewegungen invariante Bewertungen) zum einen bezüglich reiner Translationsinvarianz, zum anderen bezüglich reiner Drehinvarianz. Drehinvariante stetige Bewertungen approximierte er durch polynomiale Bewertungen, die er mit Methoden der Darstellungstheorie der orthogonalen Gruppe charakterisierte. Für stetige translationsinvariante Bewertungen (die Hadwiger für Dimension 1, 2 charakterisierte) bewies er 2001 eine Vermutung von Peter McMullen, dass gemischte Volumina dicht im Raum translationsinvarianter stetiger Bewertungen liegen (oder anders ausgedrückt, dass translationsinvariante stetige Bewertungen durch Linearkombinationen gemischter Volumina dargestellt werden können). Alesker definierte auch neue Operationen für Bewertungen, Produkte und Fourier- und Radontransformationen für translationsinvariante stetige Bewertungen. In einer Reihe von Arbeiten führte er auch eine Theorie der Bewertungen auf Mannigfaltigkeiten (statt wie üblicherweise auf konvexen Mengen) ein.
2004 erhielt er den Erdős-Preis und 2000 den EMS-Preis. 2002 war er Invited Speaker auf dem
Internationalen Mathematikerkongress (ICM) in Peking (Algebraic structures on valuations, their properties and applications).